# Унутрашњи производ
Унутрашњи производ простора је поопштење скаларног производа вектора, чији резултат је скалар. 
Дефиниција
Нека је V векторски простор. Унутрашњи производ над пољем реалних бројева (ℝ) је пресликавање 
{\displaystyle (.,.):V\times V\to \mathbb {R} }
са следећим особинама
{\displaystyle \forall u,v,w\in V,\ \forall \alpha ,\beta ,\in \mathbb {R} }
1. (позитивност) {\displaystyle \ \langle v,v\rangle \geq 0,}
2. (нулта дужина) {\displaystyle \langle v,v\rangle =0\ \iff \ v=0,}
3. (линеарност) {\displaystyle \langle \alpha u+\beta v,w\rangle =\alpha \langle u,w\rangle +\beta \langle v,w\rangle ,}
4. (симетрија) {\displaystyle \langle u,v\rangle =\langle v,u\rangle .}

За унутрашњи производ истог векторског простора над пољем комплексних бројева (ℂ) особина симетрије (четврта) је особина конјуговане симетрије
4. (конјугована симетрија) {\displaystyle \langle u,v\rangle ={\overline {\langle v,u\rangle }}\in \mathbb {C} .}

## Норма
Норма (интензитет, дужина) вектора дефинише се са 
{\displaystyle \|v\|={\sqrt {\langle v,v\rangle }}.}
Став 1.
Норма задовољава следеће особине>
1. {\displaystyle \|v\|\geq 0,\quad \|v\|=0\iff v=0,}
2. {\displaystyle \|\alpha v\|=|\alpha |\cdot \|v\|.}

Доказ: Имамо да је
{\displaystyle \|\alpha v\|={\sqrt {(\alpha v,\alpha v)}}}
{\displaystyle ={\sqrt {\alpha ^{2}(v,v)}}}
{\displaystyle =|\alpha |\cdot {\sqrt {(v,v)}}}
{\displaystyle =|\alpha |\cdot \|v\|.}♦
Став 2.
{\displaystyle (\forall u,v\in V)|\langle u,v\rangle |\leq \|u\|\cdot \|v\|.}
Доказ: Можемо претпоставити да су оба вектора различита од нуле, јер је у супротном неједнакост очигледна. Даље, користимо дефиниционе особине 
{\displaystyle 0\leq \left(v-{\frac {\langle v,u\rangle }{\|u\|^{2}}}u,v-{\frac {\langle v,u\rangle }{\|u\|^{2}}}u\right)} - позитивност
{\displaystyle =\langle v,v\rangle -{\frac {\langle v,u\rangle }{\|u\|^{2}}}\langle u,v\rangle -{\frac {\langle v,u\rangle }{\|u\|^{2}}}\langle v,u\rangle +{\frac {\langle v,u\rangle ^{2}}{\|u\|^{4}}}\langle u,u\rangle } - линеарност
{\displaystyle =\|v\|^{2}-2{\frac {\langle u,v\rangle ^{2}}{\|u\|^{2}}}+{\frac {\langle v,u\rangle ^{2}}{\|u\|^{2}}}} - симетрија
{\displaystyle =\|v\|^{2}-{\frac {\langle u,v\rangle ^{2}}{\|u\|^{2}}}.}
Отуда 
{\displaystyle {\frac {\langle u,v\rangle ^{2}}{\|u\|^{2}}}\leq \|v\|^{2},}
или 
{\displaystyle |\langle u,v\rangle |\leq \|u\|\cdot \|v\|,}
што је и требало доказати.♦
Приметимо да је 
{\displaystyle \left(v-{\frac {\langle v,u\rangle }{\|u\|^{2}}}u,v-{\frac {\langle v,u\rangle }{\|u\|^{2}}}u\right)=0}
ако и само ако је
{\displaystyle v-{\frac {\langle v,u\rangle }{\|u\|^{2}}}u=0,}
тј. ако је 
{\displaystyle v={\frac {\langle u,v\rangle }{\|u\|^{2}}}u.}
Према томе, u и v морају бити на истој правој која садржи исходиште.
Последица 3.
У ставу 2. стоји једнакост, тј. 
{\displaystyle |\langle u,v\rangle |=\|u\|\cdot \|v\|}
ако и само ако су u и v на истој правој која пролази исходиштем.
Следећи став је поопштење Питагорине теореме. 
Став 4.
За произвољне векторе u и v датог векторског простора важи 
{\displaystyle \|u+v\|\leq \|u\|+\|v\|.}
Биће 
{\displaystyle \|u+v\|=\|u\|+\|v\|,}
ако и само ако је 
{\displaystyle \langle u,v\rangle =0.}
Доказ: 
{\displaystyle \|u+v\|^{2}=\langle u+v,u+v\rangle }
{\displaystyle =\langle u,u\rangle +2\langle u,v\rangle +\langle v,v\rangle }
{\displaystyle \leq \|u\|^{2}+2\|u\|\cdot \|v\|+\|v\|^{2}}
{\displaystyle =(\|u\|+\|v\|)^{2}.}
Према томе, доказано је 
{\displaystyle \|u+v\|\leq \|u\|+\|v\|.}
У истом доказу, ако је <u, v> = 0, онда је 
{\displaystyle \|u+v\|=\|u\|+\|v\|.}
Обратно, ако имамо наведену једнакост, из истог дјела доказа видимо да је унутрашњи производ нула.♦
На примјер, дати су вектори 
{\displaystyle u=(1,2-3),\ v=(0,6,4).}
Показаћемо да за њих важи једнакост става 4. Наиме 
{\displaystyle \langle u,v\rangle =12-12} - нормалност
{\displaystyle \|u\|^{2}=1+4+9=14,\ \|v\|^{2}=36+16=52.}
Са друге стране, из u + v = (1, 8, 1) следи 
{\displaystyle \|u+v\|^{2}=1+64+1=66.}
Према томе, тачно је 
{\displaystyle \|u+v\|=\|u\|+\|v\|.}

## Примери

### Скаларни производ
Скаларни производ вектора u и v из ℝn је скалар (реалан) број 
{\displaystyle \langle (u_{1},u_{2},...,u_{n}),(v_{1},v_{2},...,v_{n})\rangle =u_{1}v_{1}+u_{2}v_{2}+\dots +u_{n}v_{n}\in \mathbb {R} .}
Норма, дужина вектора v је ненегативан број 
{\displaystyle \|v\|={\sqrt {v_{1}^{2}+v_{2}^{2}+\dots +v_{n}^{2}}}.}
На пример, u = (1, -2, 3) и v = (2, 1, -1). Тада је простор 3-димензионалан (n = 3), па имамо 
{\displaystyle \langle u,v\rangle ={\vec {u}}\cdot {\vec {v}}=1\cdot 2-2\cdot 1-3\cdot 1=-3,}
{\displaystyle \|u\|={\sqrt {u\cdot u}}={\sqrt {1+4+9}}=14,\ \|v\|={\sqrt {4+1+1}}=6.}
Нормалност се може дефинисати за општи случај димензије n = 2, 3, ..., због неједнакости 
{\displaystyle |u_{1}v_{1}+u_{2}v_{2}+\dots +u_{n}v_{n}|\leq {\sqrt {u_{1}^{2}+u_{2}^{2}+\dots +u_{n}^{2}}}\cdot {\sqrt {v_{1}^{2}+v_{2}^{2}+\dots +v_{n}^{2}}},}
тј. 
{\displaystyle |\langle u,v\rangle |\leq \|u\|\cdot \|v\|.}
Наиме, за векторе не нулте дужине, имамо 
{\displaystyle -1\leq {\frac {\langle u,v\rangle }{\|u\|\cdot \|v\|}}\leq 1,}
па можемо дефинисати косинус угла између њих 
{\displaystyle \cos \angle (u,v)={\frac {\langle u,v\rangle }{\|u\|\cdot \|v\|}}.}
Кажемо да су два вектора нормална када је овај косинус нула, прецизније 
{\displaystyle u\perp v\iff \langle u,v\rangle =0.}
Нормалност је веома практична. 
На пример, треба наћи тачку P на правој y = 2x + 1 која је најближа тачки Т(4, 2) ван те праве. 
Прво дефинишемо векторе u = (t, 2t + 1) чији врхови су тачке на датој правој, рецимо u1 = (0, 1) и u2 = (1, 3). Вектор u0 = u2 - u1 = (1, 2) паралелан је датој правој. Затим дефинишемо вектор v = (4, 2) чији врх је дата тачка Т. Ако је параметар t такав да је u најближа тачка тачки Т, дакле да је то тражена тачка P, онда је вектор PT = v - u = (4 - t, 1 - 2t) нормалан на дату праву. Према томе, рјешење задатка је рјешење једначине 
{\displaystyle \langle u_{0},v-u\rangle =0.}
Даље лако налазимо, редом 
{\displaystyle \langle (1,2),(4-t,1-2t)\rangle =0,}
{\displaystyle 4-t+2-4t=0,\,}
{\displaystyle t={\frac {6}{5}}\ \Rightarrow \ P=\left({\frac {6}{5}},{\frac {17}{5}}\right).\,}
Нашли смо тачку P на правој y = 2x + 1 која је најближа тачки Т(4, 2) ван те праве. 
У истом примеру, друго питање је: колика је удаљеност од дате праве до дате тачке?
Одговор је: то је дужина вектора PT = v - u, гдје сада за врх вектора u треба узети тачку P, тј. 
{\displaystyle \|v-u\|=\|(4,2),\left({\frac {6}{5}},{\frac {17}{5}}\right)\|}
{\displaystyle =\|\left({\frac {14}{5}},-{\frac {7}{5}}\right)\|}
{\displaystyle ={\sqrt {\left({\frac {14}{5}}\right)^{2}+\left({\frac {7}{5}}\right)^{2}}}}
{\displaystyle ={\frac {7{\sqrt {5}}}{5}}.}

### Интеграл
Нека су дати затворени интервал I = [a, b], при чему је a < b, и векторски простор V који чини скуп интеграбилних функција на том интервалу. 
Став
{\displaystyle \langle f,g\rangle =\int _{a}^{b}f(t)g(t)dt}
је унутрашњи производ на простору V.
Доказ: Нека су α и β реални бројеви, а f, g и h вектори из V. Тада: 
1. {\displaystyle \langle f,f\rangle =\int _{a}^{b}f(t)^{2}dt\geq 0,}
јер 
{\displaystyle f(t)^{2}\geq 0\ \Rightarrow \ \int _{a}^{b}f(t)^{2}dt\geq 0.}
2. {\displaystyle \langle f,f\rangle =0\ \Rightarrow \ (\forall t)f(t)^{2}=0,}
тј. функција f(t) једнака је нули у свакој тачки датог интервала.
3. {\displaystyle \langle \alpha f+\beta g,h\rangle =\int _{a}^{b}(\alpha f+\beta g)(t)h(t)dt}
{\displaystyle =\alpha \int _{a}^{b}f(t)h(t)dt+\beta \int _{a}^{b}g(t)h(t)dt}
{\displaystyle =\alpha \langle f,h\rangle +\beta \langle g,h\rangle .}
4. {\displaystyle f(t)g(t)=f(t)f(t)\ \Rightarrow \ \langle f,g\rangle =\langle g,f\rangle .}♦.
Норма овог простора је 
{\displaystyle \|f\|={\sqrt {\int _{a}^{b}f(t)^{2}dt}}.}
Примјер 1.
Нека је a = 0 и b = 1, и нека су дати полиноми 
{\displaystyle f(t)=t^{2},\ g(t)=1+2t-3t^{2}.}
Тада имамо 
{\displaystyle \langle f,g\rangle =\int _{0}^{1}t^{2}(1+2t-3t^{2})dt}
{\displaystyle =\int _{0}^{1}(t^{2}+2t^{3}-3t^{4})dt}
{\displaystyle ={\frac {t^{3}}{3}}+2\cdot {\frac {t^{4}}{4}}-3\cdot {\frac {t^{5}}{5}}{\Bigg |}_{0}^{1}}
{\displaystyle ={\frac {1}{3}}+{\frac {2}{4}}-{\frac {3}{5}}}
{\displaystyle ={\frac {7}{30}}.}
За њихове норме имамо 
{\displaystyle \|f\|={\sqrt {\int _{0}^{1}t^{4}dt}}={\frac {1}{\sqrt {5}}}\approx 0,45.}
{\displaystyle \|g\|={\sqrt {\int _{0}^{1}(1+2t-3t^{2})^{2}dt}}}
{\displaystyle ={\sqrt {\int _{0}^{1}(1+4t^{2}+9t^{4}+4t-6t^{2}-12t^{3})dt}}}
{\displaystyle ={\sqrt {1+{\frac {4}{3}}+{\frac {9}{5}}+{\frac {4}{2}}-{\frac {6}{3}}-{\frac {12}{4}}}}}
{\displaystyle ={\sqrt {\frac {17}{15}}}={\frac {\sqrt {255}}{15}}\approx 1,06.}
Примјер 2.
На истом интервалу I = [0, 1] дате су тригонометријске функције 
{\displaystyle f(t)=\sin 2\pi t,\ g(t)=\cos 2\pi t.}
Тада је 
{\displaystyle \langle f,g\rangle =\int _{0}^{1}\sin 2\pi t\cos 2\pi tdt}
{\displaystyle ={\frac {1}{4\pi }}(\sin 2\pi t)^{2}{\Bigg |}_{0}^{1}=0.}
Према томе, ове фукције су нормалне на датом интервалу.♦
Примјер 3.
На интервалу [0, 1] дат је полином f(t) = t. Наћи полином облика g(t) = kt + n нормалан на дати.
Рјешење: Тражимо бројеве k и n такве да је 
{\displaystyle 0=\langle f,g\rangle }
{\displaystyle =\int _{0}^{1}t(kt+n)dt}
{\displaystyle =k{\frac {t^{3}}{3}}+n{\frac {t^{2}}{2}}{\Bigg |}_{0}^{1}={\frac {k}{3}}+{\frac {n}{2}}.}
Према томе, 2k + 3n = 0. Па можемо узети, рецимо g(t) = 3t - 2.♦